# Darkness and Hope
Darkness And Hope es el quinto álbum de la banda portuguesa Moonspell producido y publicado en 2001.
Fue producido por Hiili Hiilesmaa. Todas las canciones fueron escritas por Moonspell excepto Os Senhores Da Guerra, Mr. Crowley y Love Tear Will Us Apart que son covers de Madredeus, Ozzy Osbourne y Joy Division respectivamente.
Algunas personas clasifican a este disco, junto con Wolfheart e Irreligious como los discos más importantes e influyentes de Moonspell.
Los temas 'Nocturna', 'DevilRed', 'Heartshaped Abyss', 'Than the serpents in my hands' y 'Firewalking' son considerados como los más relevantes que aporta este disco. Se tituló Darkness And Hope por la canción homónima.

## Listado de canciones
1. Darkness And Hope
2. Firewalking
3. Nocturna
4. Heartshaped Abyss
5. DevilRed
6. Ghostsong
7. Rapaces
8. Made Of Storm
9. How We Became Fire
10. Than The Serpents In My Hands
11. Os Senhores Da Guerra
12. Mr. Crowley
13. Love Will Tear Us Apart

En este disco, también aparece uno de los logos característicos de la banda, que variará un poco en The Antidote.
- Datos: Q519062